# Kalvara Temyna
Kalvara Temyna (v izvirniku Dolores Jane Umbridge) je izmišljena oseba iz serije fantazijskih romanov o Harryju Potterju angleške avtorice J. K. Rowling. Je sodelavka Corneliusa Shushmaarja, ministra za čaranje. Pred to službo je delala na ministrstvu za čaranje kot ministrova višja svetnica. Prvič je nastopila v knjigi Harry Potter in Feniksov red (angleško Harry Potter and the Order of the Phoenix), in sicer kot Prva Velika Inkvizitorka. Izkaže se za zelo kruto in vzkipljivo žensko.

## Življenjepis
Pri enajstih letih je Kalvara Temyna na Prečni ulici, najverjetneje pri Olchenbatu, kupila svojo prvo, neobičajno kratko čarobno palico. Kasneje je bila na Bradavičarki uvrščena v Spolzgad.
Po končanem šolanju se je kot ministrova višja svétnica zaposlila na ministrstvu za čaranje. Sodelovala je pri izdaji zakonodaje, zaradi katere volkodlak skorajda ne more priti do službe. Predlagala je tudi, da bi ožigosali vse podvodne ljudi.Ima rada krute metode kaznovanja. Učence prisili, da pišejo s svojo krvjo.
Leta 1995 jo je minister za čaranje kot profesorico za obrambo pred mračnimi silami poslal na Bradavičarko, kjer je postala tudi prva Velika inkvizitorka. Nadzorovala je tako učence kot učitelje, ustanovila Inkvizitorkino četo ter nazadnje zavzela položaj ravnateljice.
Dve leti zatem je postala članica komisije za zasliševanje čarovnikov iz bunkeljskih družin. Po koncu druge čarovniške vojne je bila zaradi tega obsojena na zaporno kazen v Azkabanu.

## Videz
Ima visok piskajoč glas. Ima mišje rjave lase ter rjave oči. Ima zelo rada mačke.